# Lijst van werken van Titiaan
Deze lijst geeft een overzicht van de werken van de Venetiaanse renaissanceschilder Titiaan.

## Schilderijen en fresco's
| Afbeelding | Titel | Datering                                       | Techniek                                 | Afmetingen h × b cm | Verblijfplaats                                                            | Opmerkingen |
| ---------- | --- | ---------------------------------------------- | ---------------------------------------- | ------------------- | ------------------------------------------------------------------------- | --- |
|            | Jacopo Pesaro, bisschop van Paphos, door paus Alexander VI Borgia voorgesteld aan de heilige Petrus                           | ca. 1507–1510 of ca. 1513                      | olieverf op doek                         | 145 × 183           | Antwerpen, Koninklijk Museum voor Schone Kunsten                          | |
|            | Zijgevel van de Fondaco dei Tedeschi met onder andere: Judith (of Justitia)                                                   | 1508–1509                                      | fresco (fragmenten)                      | 213 × 346           | Venetië, Ca' d'Oro                                                        | |
|            | Toegeschreven aan Titiaan: Idylle                                                                                             | ca. 1505–1510                                  | olieverf op paneel                       | 45,9 × 44,2         | Cambridge (Massachusetts), Fogg Museum (Harvard-universiteit)             | |
|            | Verrezen Christus | ca. 1507-1512                                  | olieverf op paneel                       | 133 × 83            | Florence, Uffizi                                                          | |
|            | Christus en de overspelige vrouw                                                                                              | ca. 1508–1510                                  | olieverf op doek                         | 137 × 180           | Glasgow, Kelvingrove Art Gallery and Museum                               | |
|            | Maria met Kind en de heiligen Antonius van Padua en Rochus                                                                    | ca. 1508–1510                                  | olieverf op doek                         | 92 × 133            | Madrid, Museo Nacional del Prado                                          | |
|            | Maria met Kind (Bache-Madonna)                                                                                                | ca. 1508–1510                                  | olieverf op paneel                       | 43,2 × 54,6         | New York, Metropolitan Museum of Art                                      | |
|            | De Heilige Familie met een herder                                                                                             | ca. 1510                                       | olieverf op doek                         | 99,1 × 139,1        | Londen, National Gallery                                                  | |
|            | Herder met een fluit | ca. 1510                                       | olieverf op paneel                       | 62,5 × 49,1         | Royal Collection (Hampton Court Palace)                                   | Ook toegeschreven aan Giorgione                                                                                            |
|            | Concert champêtre | ca. 1510                                       | olieverf op doek                         | 118 × 138           | Parijs, Louvre                                                            | Voorheen toegeschreven aan Giorgione                                                                                       |
|            | De besnijdenis van Christus                                                                                                   | ca. 1510                                       | olieverf op paneel                       | 36,7 × 79,3         | New Haven, Yale University Art Gallery                                    | |
|            | De aartsengel Rafaël en Tobias                                                                                                | ca. 1510                                       | olieverf op paneel                       | 170 × 149           | Venetië, Gallerie dell'Accademia                                          | |
|            | Tronende Sint-Marcus met heiligen                                                                                             | ca. 1510–1511                                  | olieverf op paneel                       | 218 × 149           | Venetië, Santa Maria della Salute                                         | |
|            | Het mirakel van de sprekende zuigeling                                                                                        | 1511                                           | fresco (affresco intonaco)               | 340 × 355           | Padua, Scuola del Santo                                                   | |
|            | Het mirakel van de jaloerse echtgenoot                                                                                        | 1511                                           | fresco (affresco intonaco)               | 340 × 207           | Padua, Scuola del Santo                                                   | |
|            | Het mirakel van de genezen voet                                                                                               | 1511                                           | fresco (affresco intonaco)               | 340 × 207           | Padua, Scuola del Santo                                                   | |
|            | Portret van een dame (La Schiavona)                                                                                           | ca. 1510–1512                                  | olieverf op doek                         | 119,4 × 96,5        | Londen, National Gallery                                                  | |
|            | Portret van een man ("Ariosto-portret")                                                                                       | ca. 1510                                       | olieverf op doek                         | 81,2 × 66,3         | Londen, National Gallery                                                  | |
|            | Maria met Kind (Zigeunermadonna)                                                                                              | ca. 1510                                       | olieverf op paneel                       | 65,5 × 83,5         | Wenen, Kunsthistorisches Museum                                           | |
|            | Portret van een man, mogelijk Giovanni Bellini                                                                                | circa 1511-1512                                | olieverf op doek                         | 80 × 66             | Kopenhagen, Statens Museum for Kunst                                      | |
|            | Het concert | ca. 1511–1512                                  | olieverf op doek                         | 86,5 × 123,5        | Florence, Palazzo Pitti (Galleria Palatina)                               | |
|            | De doop van Christus | 1511–1512                                      | olieverf op doek                         | 115 × 89            | Rome, Capitolijnse Musea                                                  | |
|            | De kruisdraging | ca. 1512–1514                                  | olieverf op doek                         | 70 × 100            | Venetië, Scuola Grande di San Rocco                                       | Voorheen toegeschreven aan Giorgione                                                                                       |
|            | Portret van een man | ca. 1512–1515                                  | olieverf op doek                         | 50,2 × 45,1         | New York, Metropolitan Museum of Art                                      | |
|            | Madonna met de kersen (Kirschenmadonna)                                                                                       | ca. 1516–1518                                  | olieverf op doek, overgebracht op paneel | 81,6 × 100,2        | Wenen, Kunsthistorisches Museum                                           | |
|            | De rust tijdens de vlucht naar Egypte                                                                                         | ca. 1512                                       | olieverf op paneel                       | 46,3 × 61,5         | privéverzameling Marquess of Bath, Longleat Estate, Warminster, Wiltshire | Gestolen in 1995, teruggevonden in 2002                                                                                    |
|            | De drie levensfasen van de mens                                                                                               | ca. 1513                                       | olieverf op doek                         | 106 × 182           | Edinburgh, Scottish National Gallery                                      | |
|            | Sacra conversazione van Balbi of Madonna en Kind met de heiligen Catharina en Dominicus en een stichter                       | ca. 1512–1515                                  | olieverf op doek                         | 138 × 185           | Mamiano (Traversetolo), Fondazione Magnani-Rocca                          | |
|            | Noli me tangere | ca. 1514                                       | olieverf op doek                         | 110,5 × 91,9        | Londen, National Gallery                                                  | |
|            | De hemelse liefde en de aardse liefde                                                                                         | ca. 1514                                       | olieverf op doek                         | 118 × 279           | Rome, Galleria Borghese                                                   | |
|            | Flora | ca. 1515                                       | olieverf op doek                         | 79 × 63             | Florence, Uffizi                                                          | |
|            | Jonge vrouw met een spiegel                                                                                                   | ca. 1515                                       | olieverf op doek                         | 96 × 76             | Parijs, Louvre                                                            | |
|            | Salome | ca. 1515                                       | olieverf op doek                         | 90 × 72             | Rome, Galleria Doria Pamphilj                                             | |
|            | Titiaan en atelier: Vanitas                                                                                                   | ca. 1515                                       | olieverf op doek                         | 97 × 81,2           | München, Alte Pinakothek                                                  | |
|            | Tarquinius en Lucretia | ca. 1515                                       | olieverf op paneel                       | 82 × 68             | Wenen, Kunsthistorisches Museum                                           | Ook toegeschreven aan Palma Vecchio                                                                                        |
|            | Portret van een man, mogelijk Jacopo Sannazaro                                                                                | ca. 1514–1518                                  | olieverf op doek                         | 85,7 × 72,7         | Londen, Royal Collection                                                  | |
|            | Portret van een jonge man | ca. 1515                                       | olieverf op doek                         | 92,7 × 70,7         | Londen, National Gallery (bruikleen van Earl of Halifax)                  | |
|            | Portret van een jonge man | ca. 1516                                       | olieverf op doek                         | 82,2 × 71,1         | New York, Frick Collection                                                | |
|            | Il Bravo | ca. 1515–1520                                  | olieverf op doek                         | 75 × 67             | Wenen, Kunsthistorisches Museum                                           | |
|            | De cijnspenning | ca. 1516                                       | olieverf op paneel                       | 75 × 56             | Dresden, Gemäldegalerie Alte Meister                                      | |
|            | Maria met Kind, Johannes de Doper en een heilige                                                                              | ca. 1515–1520                                  | olieverf op paneel, overgebracht op doek | 62,7 × 93           | Edinburgh, Scottish National Gallery                                      | |
|            | Maria met Kind en de heiligen Joris en Dorotea                                                                                | ca. 1515–1518                                  | olieverf op paneel                       | 86 × 130            | Madrid, Museo Nacional del Prado                                          | |
|            | Maria met Kind en vier heiligen                                                                                               | ca. 1515–1518                                  | olieverf op paneel                       | 139 × 191           | Dresden, Gemäldegalerie Alte Meister                                      | |
|            | Maria-Tenhemelopneming | ca. 1516–1518                                  | olieverf op paneel                       | 690 × 360           | Venetië, Basilica di Santa Maria Gloriosa dei Frari                       | |
|            | De aanbidding van Venus (Festa degli amorini)                                                                                 | ca. 1518–1519                                  | olieverf op doek                         | 172 × 175           | Madrid, Museo Nacional del Prado                                          | |
|            | Bacchanaal van de bewoners van Andros (Baccanale degli Andrii)                                                                | ca. 1519–1521                                  | olieverf op doek                         | 175 × 193           | Madrid, Museo Nacional del Prado                                          | |
|            | Bacchus en Ariadne | ca. 1520–1523                                  | olieverf op doek                         | 175 × 190           | Londen, National Gallery                                                  | |
|            | Venus Anadyomene | ca. 1520                                       | olieverf op doek                         | 75,8 × 57,6         | Edinburgh, Scottish National Gallery                                      | |
|            | Pesaro-Madonna | ca. 1519–1526                                  | olieverf op doek                         | 478 × 268           | Venetië, Basilica di Santa Maria Gloriosa dei Frari                       | |
|            | Gozzi-altaarstuk | 1520                                           | olieverf op paneel                       | 312 × 215           | Ancona, Pinacoteca civica Francesco Podesti                               | |
|            | De annunciatie | ca. 1520                                       | olieverf op paneel                       | 210 × 176           | Treviso, Kathedraal van Treviso                                           | |
|            | De graflegging | ca. 1520                                       | olieverf op doek                         | 148 × 212           | Parijs, Louvre                                                            | |
|            | Averoldi-polyptiek | ca. 1520–1522                                  | olieverf op doek                         | 278 × 292           | Brescia, Collegiata dei Santi Nazaro e Celso                              | |
|            | De heilige Christoffel | ca. 1523                                       | fresco                                   | 310 × 186           | Venetië, Dogepaleis                                                       | |
|            | Portret van Vincenzo Mosti | ca. 1520                                       | olieverf op doek                         | 85 × 67             | Florence, Palazzo Pitti (Galleria Palatina)                               | |
|            | Portret van een man met een handschoen                                                                                        | ca. 1523                                       | olieverf op doek                         | 100 × 89            | Parijs, Louvre                                                            | |
|            | Portret van Federico II Gonzaga                                                                                               | ca. 1525–1528                                  | olieverf op paneel                       | 125 × 99            | Madrid, Museo Nacional del Prado                                          | |
|            | Giovanni Bellini en Titiaan: Het feest van de goden                                                                           | 1514 en 1529                                   | olieverf op doek                         | 170,2 × 188         | Washington, National Gallery of Art                                       | Schilderij van Titiaans leermeester Giovanni Bellini uit 1514 dat in 1529 werd opgewerkt door Titiaan                      |
|            | Palma Vecchio en Titiaan: De Heilige Familie met Johannes de Doper en de heilige Catharina                                    | ca. 1528–1529                                  | olieverf op doek                         | 127 × 195           | Venetië, Gallerie dell'Accademia                                          | Schilderij van Palma Vecchio dat na diens dood werd voltooid door Titiaan                                                  |
|            | Madonna met het konijn | 1530                                           | olieverf op doek                         | 71 × 85             | Parijs, Louvre                                                            | |
|            | Aldobrandini-Madonna of Madonna en Kind met Sint-Catharina en de jonge Johannes de Doper                                      | ca. 1530                                       | olieverf op doek                         | 101 × 142,5         | Londen, National Gallery                                                  | |
|            | Maria met Kind en de heiligen Lucas en Catharina                                                                              |                                                | olieverf op doek                         | 127,8 × 169,7       | Privéverzameling                                                          | |
|            | Madonna met twee engelen | ca. 1530                                       | fresco                                   | 157 × 348           | Venetië, Dogepaleis                                                       | Afkomstig van de Scala dei Senatori, oorspronkelijk de trap naar de kapel van het Dogepaleis; verwijderd in 1899           |
|            | Martino Rota naar Titiaan: De dood van Petrus de Martelaar                                                                    | 1530 prent: ca. 1560                           | olieverf                                 |                     | Voorheen Venetië, Santi Giovanni e Paolo                                  | Het altaarstuk ging in 1867 verloren bij een brand in de dominicaanse kerk.                                                |
|            | De boetvaardige Maria Magdalena                                                                                               | ca. 1530–1535                                  | olieverf op paneel                       | 84 × 69             | Florence, Palazzo Pitti (Galleria Palatina)                               | |
|            | Portret van Karel V met zijn hond                                                                                             | ca. 1532–1533                                  | olieverf op doek                         | 192 × 111           | Madrid, Museo Nacional del Prado                                          | |
|            | Portret van Karel V | ca. 1533–1535                                  | olieverf op doek                         | 98 × 71             | Napels, Museo di Capodimonte                                              | |
|            | Geïdealiseerd portret van Isabella d'Este op jonge leeftijd                                                                   | ca. 1534–1536                                  | olieverf op doek                         | 102 × 64            | Wenen, Kunsthistorisches Museum                                           | |
|            | De annunciatie | ca. 1530–1540                                  | olieverf op doek                         | 166 × 266           | Venetië, Scuola Grande di San Rocco                                       | De datering is omstreden en varieert – afhankelijk van de kunsthistoricus – van 1515 tot 1543.                             |
|            | De presentatie van Maria in de tempel                                                                                         | ca. 1534–1538                                  | olieverf op doek                         | 345 × 775           | Venetië, Gallerie dell'Accademia                                          | |
|            | Frari-Madonna | ca. 1535                                       | olieverf op doek                         | 338 × 270           | Rome, Vaticaanse Pinacotheek                                              | |
|            | Maria-Hemelvaart | 1535                                           | olieverf op doek                         | 394 × 222           | Verona, Kathedraal van Verona                                             | |
|            | De maaltijd te Emmaüs | ca. 1535                                       | olieverf op doek                         | 169 × 244           | Parijs, Louvre                                                            | |
|            | Portret van Eleonora Gonzaga Della Rovere                                                                                     | 1536–1537                                      | olieverf op doek                         | 114 × 103           | Florence, Uffizi                                                          | |
|            | Portret van Francesco Maria Della Rovere                                                                                      | 1536–1537                                      | olieverf op doek                         | 114 × 103           | Florence, Uffizi                                                          | |
|            | De Slag om Spoleto of De Slag bij Cadore                                                                                      | ca. 1513–1538                                  | olieverf op doek                         |                     | voorheen Venetië, Dogepaleis                                              | In 1577 verloren gegaan bij de brand in het Dogepaleis                                                                     |
|            | Pardo-Venus of Jupiter en Antiope                                                                                             | ca. 1535–1540 en 1551                          | olieverf op doek                         | 196 × 385           | Parijs, Louvre                                                            | |
|            | Venus van Urbino | ca. 1536–1538                                  | olieverf op doek                         | 119 × 165           | Florence, Uffizi                                                          | |
|            | La Bella | ca. 1536                                       | olieverf op doek                         | 89 × 75,5           | Florence, Palazzo Pitti (Galleria Palatina)                               | |
|            | Jonge vrouw met een bontmantel                                                                                                | ca. 1536–1538                                  | olieverf op doek                         | 95 × 63             | Wenen, Kunsthistorisches Museum                                           | |
|            | Titiaan (atelier ?): Jonge vrouw met een gevederde hoed                                                                       | ca. 1536                                       | olieverf op doek                         | 97 × 75             | Sint-Petersburg, Hermitage                                                | |
|            | Portret van Baldassare Castiglione                                                                                            | ca. 1530–1535 of ca. 1536–1538                 | olieverf op doek                         | 124 × 97            | Dublin, National Gallery of Ireland                                       | |
|            | Portret van Antonio di Porcia e Brugnera                                                                                      | ca. 1535–1540 gesigneerd TITIANVS              | olieverf op doek                         | 115 × 93            | Milaan, Pinacoteca di Brera                                               | |
|            | Portret van Pietro Bembo | 1540                                           | olieverf op doek                         | 94,3 × 76,5         | Washington, National Gallery of Art                                       | |
|            | Johannes de Doper | ca. 1540                                       | olieverf op doek                         | 201 × 134           | Venetië, Gallerie dell'Accademia                                          | De datering is onzeker |
|            | Portret van Alfonso d'Avalos del Vasto in wapenrusting met een page                                                           | ca. 1533                                       | olieverf op doek                         | 110 × 80            | Los Angeles, J. Paul Getty Museum                                         | |
|            | Alfonso d'Avalos spreekt zijn troepen toe (Allocuzione di Alfonso d'Avalos)                                                   | ca. 1540–1541                                  | olieverf op doek                         | 223 × 165           | Madrid, Museo Nacional del Prado                                          | |
|            | Titiaan en atelier: De familie Vendramin aanbidt een reliek van het Ware Kruis                                                | ca. 1540–1545                                  | olieverf op doek                         | 206,1 × 288,5       | Londen, National Gallery                                                  | |
|            | De doornenkroon | ca. 1542–1544                                  | olieverf op doek                         | 303 × 180           | Parijs, Louvre                                                            | |
|            | Plafondschilderijen voor de kerk Santo Spirito in Isola, waaronder: Het offer van Isaak                                       | 1542–1544                                      | olieverf op doek                         | 328 × 284,5         | Venetië, Santa Maria della Salute                                         | Oorspronkelijk gemaakt voor de Santo Spirito in Isola (Venetië); in 1657 overgebracht naar de Santa Maria della Salute     |
|            | Plafondschilderijen voor de Scuola Grande di San Giovanni Evangelista in Venetië, waaronder: Johannes de evangelist op Patmos | ca. 1544–1548 of ca. 1553–1555                 | olieverf op doek                         | 237,6 × 263         | Washington, National Gallery of Art                                       | |
|            | Plafondschilderijen voor de Scuola Grande di San Giovanni Evangelista in Venetië, waaronder: Symbolen van de evangelisten     | ca. 1544–1548 of ca. 1553–1555                 | olieverf op paneel                       |                     | Venetië, Gallerie dell'Accademia                                          | |
|            | Het Laatste Avondmaal | ca. 1542–1544                                  | olieverf op doek                         | 163 × 104           | Urbino, Palazzo Ducale (Galleria Nazionale delle Marche)                  | |
|            | De opstanding van Christus | ca. 1542–1544                                  | olieverf op doek                         | 163 × 104           | Urbino, Palazzo Ducale (Galleria Nazionale delle Marche)                  | |
|            | Portret van Clarissa Strozzi                                                                                                  | 1542                                           | olieverf op doek                         | 115 × 98            | Berlijn, Gemäldegalerie                                                   | |
|            | Portret van Ranuccio Farnese                                                                                                  | 1542                                           | olieverf op doek                         | 89,7 × 73,6         | Washington, National Gallery of Art                                       | |
|            | Portret van Benedetto Varchi                                                                                                  | ca. 1540–1543                                  | olieverf op doek                         | 117 × 91            | Wenen, Kunsthistorisches Museum                                           | Gesigneerd: TITIANUS F |
|            | Ecce homo | 1543                                           | olieverf op doek                         | 242 × 361           | Wenen, Kunsthistorisches Museum                                           | Gesigneerd: TITIANVS EQVES CES F. 1543                                                                                     |
|            | Tobias en de engel | ca. 1540-1545                                  | olieverf op doek                         | 193 × 130           | Venetië, Madonna dell'Orto (Vendramin-kapel)                              | |
|            | Portret van paus Paulus III                                                                                                   | 1543                                           | olieverf op doek                         | 106 × 85            | Napels, Museo di Capodimonte                                              | |
|            | Portret van de doge Andrea Gritti                                                                                             | ca. 1546-1550                                  | olieverf op doek                         | 133,3 × 103,2       | Washington, National Gallery of Art                                       | |
|            | Portret van een man met blauwgroene ogen                                                                                      | ca. 1545                                       | olieverf op doek                         | 111 × 97            | Florence, Palazzo Pitti (Galleria Palatina)                               | |
|            | Portret van Pietro Aretino | ca. 1537                                       | olieverf op doek                         | 101,9 × 85,7        | New York, Frick Collection                                                | |
|            | Portret van Pietro Aretino | ca. 1545                                       | olieverf op doek                         | 98 × 78             | Florence, Palazzo Pitti (Galleria Palatina)                               | |
|            | Portret van Daniele Barbaro                                                                                                   | ca. 1545                                       | olieverf op doek                         | 85,8 × 71,5         | Ottawa, National Gallery of Canada                                        | |
|            | Portret van Daniele Barbaro                                                                                                   | ca. 1545–1555                                  | olieverf op doek                         | 81 × 69             | Madrid, Museo Nacional del Prado                                          | |
|            | Pinksteren | ca. 1546                                       | olieverf op doek                         | 570 × 260           | Venetië, Santa Maria della Salute                                         | |
|            | Paulus III en zijn neven Alessandro en Ottavio Farnese                                                                        | 1545–1546                                      | olieverf op doek                         | 210 × 174           | Napels, Museo di Capodimonte                                              | |
|            | Portret van de kardinaal Alessandro Farnese                                                                                   | ca. 1543–1546                                  | olieverf op doek                         | 98 × 75             | Napels, Museo di Capodimonte                                              | |
|            | Lambert Sustris naar Titiaan (?): Portret van Karel V                                                                         | 1548                                           | olieverf op doek                         | 203,5 × 122         | München, Alte Pinakothek                                                  | |
|            | Ruiterportret van Karel V | 1548                                           | olieverf op doek                         | 332 × 279           | Madrid, Museo Nacional del Prado                                          | |
|            | Titiaan en atelier: Johan Frederik I van Saksen                                                                               | 1548                                           | olieverf op doek                         | 129 × 93            | Madrid, Museo Nacional del Prado                                          | |
|            | Johan Frederik I van Saksen                                                                                                   | ca. 1550–1551                                  | olieverf op doek                         | 103,5 × 83          | Wenen, Kunsthistorisches Museum                                           | |
|            | Sisyphus | 1548–1549                                      | olieverf op doek                         | 237 × 216           | Madrid, Museo Nacional del Prado                                          | Schilderij uit de reeks Las Furias dat Titiaan in opdracht van Maria van Hongarije schilderde voor het kasteel van Binche. |
|            | Tityus | ca. 1565                                       | olieverf op doek                         | 253 × 217           | Madrid, Museo Nacional del Prado                                          | Latere eigenhandige repliek van het originele schilderij uit de reeks Las Furias dat verloren is gegaan.                   |
|            | Het martelaarschap van de heilige Laurentius                                                                                  | 1548–1557                                      | olieverf op doek                         | 493 × 277           | Venetië, Santa Maria Assunta ("Chiesa dei Gesuiti")                       | |
|            | De zondeval | ca. 1550                                       | olieverf op doek                         | 240 × 186           | Madrid, Museo Nacional del Prado                                          | Beschadigd tijdens de brand van het Alcázar in 1734                                                                        |
|            | Salome met het hoofd van Johannes de Doper                                                                                    | ca. 1550                                       | olieverf op doek                         | 87 × 80             | Madrid, Museo Nacional del Prado                                          | |
|            | Zelfportret | ca. 1550 of ca. 1562                           | olieverf op doek                         | 96 × 72             | Berlijn, Gemäldegalerie                                                   | |
|            | De heilige Johannes de aalmoesgever                                                                                           | ca. 1550                                       | olieverf op doek                         | 229 × 156           | Venetië, San Giovanni Elemosinario                                        | |
|            | Portret van een jonge vrouw                                                                                                   | ca. 1545–1546                                  | olieverf op doek                         | 84,5 × 73           | Napels, Museo di Capodimonte                                              | |
|            | Portret van een dame en haar dochter                                                                                          | ca. 1550                                       | olieverf op doek                         | 88 × 80             | Antwerpen, Rubenshuis (bruikleen)                                         | |
|            | Titiaan (atelier ?): Vrouw met een appel                                                                                      | ca. 1550                                       | olieverf op doek                         | 97,8 × 73,8         | Washington, National Gallery of Art                                       | |
|            | Portret van een jonge vrouw in het wit                                                                                        | ca. 1561                                       | olieverf op doek                         | 102 × 86            | Dresden, Gemäldegalerie Alte Meister                                      | |
|            | Maltezer ridder met een klok                                                                                                  | ca. 1550                                       | olieverf op doek                         | 122 × 101           | Madrid, Museo Nacional del Prado                                          | |
|            | Portret van Filips II in wapenrusting                                                                                         | 1550–1551                                      | olieverf op doek                         | 193 × 111           | Madrid, Museo Nacional del Prado                                          | |
|            | Portret van Filips II | ca. 1551–1554                                  | olieverf op doek                         | 187 × 98,5          | Napels, Museo di Capodimonte                                              | |
|            | Titiaan en atelier: Venus en Cupido met hondje en patrijs                                                                     | ca. 1550                                       | olieverf op doek                         | 139 × 195           | Florence, Uffizi                                                          | |
|            | Venus met organist en hondje                                                                                                  | ca. 1550                                       | olieverf op doek                         | 138 × 222,4         | Madrid, Museo Nacional del Prado                                          | |
|            | Venus met organist en Cupido                                                                                                  | ca. 1550                                       | olieverf op doek                         | 115 × 210           | Berlijn, Gemäldegalerie                                                   | |
|            | Venus met organist en Cupido                                                                                                  | ca. 1555                                       | olieverf op doek                         | 150,2 × 218,2       | Madrid, Museo Nacional del Prado                                          | |
|            | Venus met luitspeler | ca. 1555–1565                                  | olieverf op doek                         | 150,5 × 196,8       | Cambridge, Fitzwilliam Museum                                             | |
|            | Titiaan en atelier: Venus met luitspeler                                                                                      | ca. 1565–1570                                  | olieverf op doek                         | 165,1 × 209,6       | New York, Metropolitan Museum of Art                                      | |
|            | Portret van een kapitein met een putto en een hond                                                                            | figuur: ca. 1550–1552 landschap: ca. 1560–1570 | olieverf op doek                         | 229 × 155,5         | Kassel, Schloss Wilhelmshöhe                                              | |
|            | Portret van Cristoforo Madruzzo                                                                                               | 1552                                           | olieverf op doek                         | 210 × 109           | São Paulo, Museu de Arte de São Paulo                                     | |
|            | La Gloria | ca. 1551–1554                                  | olieverf op doek                         | 346 × 240           | Madrid, Museo Nacional del Prado                                          | |
|            | De herrezen Christus verschijnt aan zijn moeder                                                                               | 1554                                           | olieverf op doek                         | 277 × 178           | Medole, Chiesa dell'Assunzione della Beata Vergine Maria                  | |
|            | Ecce Homo of Man van Smarten                                                                                                  | ca. 1547                                       | olieverf op leisteen                     | 69 × 56             | Madrid, Museo Nacional del Prado                                          | |
|            | Mater Dolorosa met samengevouwen handen                                                                                       | ca. 1553–1554                                  | olieverf op paneel                       | 68 × 61             | Madrid, Museo Nacional del Prado                                          | |
|            | Mater Dolorosa met gespreide handen                                                                                           | 1555                                           | olieverf op marmer                       | 68 × 53             | Madrid, Museo Nacional del Prado                                          | |
|            | Portret van doge Francesco Venier                                                                                             | 1555                                           | olieverf op doek                         | 113 × 99            | Madrid, Museo Thyssen-Bornemisza                                          | |
|            | Danaë | ca. 1544–1546                                  | olieverf op doek                         | 120 × 172           | Napels, Museo di Capodimonte                                              | |
|            | Danaë | ca. 1551–1553                                  | olieverf op doek                         | 114,6 × 192,5       | Londen, Apsley House                                                      | |
|            | Danaë | ca. 1560–1565                                  | olieverf op doek                         | 129,8 × 181,2       | Madrid, Museo Nacional del Prado                                          | |
|            | Venus en Adonis | 1553–1554                                      | olieverf op doek                         | 186 × 207           | Madrid, Museo Nacional del Prado                                          | |
|            | Venus en Adonis (Farnese-versie)                                                                                              | ca. 1555–1560                                  | olieverf op doek                         | 106,7 × 133,3       | New York, Metropolitan Museum of Art                                      | |
|            | Perseus en Andromeda | 1554–1556                                      | olieverf op doek                         | 175 × 189,5         | Londen, Wallace Collection                                                | |
|            | Diana en Actaeon | 1556–1559                                      | olieverf op doek                         | 184,5 × 202,2       | Edinburgh, Scottish National Gallery & Londen, National Gallery           | |
|            | Diana en Callisto | 1556–1559                                      | olieverf op doek                         | 187 × 205           | Edinburgh, Scottish National Gallery & Londen, National Gallery           | |
|            | De ontvoering van Europa | 1559–1562                                      | olieverf op doek                         | 185 × 205           | Boston, Isabella Stewart Gardner Museum                                   | |
|            | De dood van Actaeon | ca. 1559–1576                                  | olieverf op doek                         | 178,8 × 197,8       | Londen, National Gallery                                                  | |
|            | Venus voor de spiegel | ca. 1555                                       | olieverf op doek                         | 124,5 × 104,1       | Washington, National Gallery of Art                                       | |
|            | De boetvaardige Hiëronymus | ca. 1556–1561                                  | olieverf op doek                         | 235 × 125           | Milaan, Pinacoteca di Brera                                               | |
|            | De kruisiging | 1558                                           | olieverf op doek                         | 371 × 197           | Ancona, San Domenico                                                      | |
|            | Ecce Homo of Man van Smarten                                                                                                  | ca. 1558–1560                                  | olieverf op doek                         | 73,4 × 56           | Dublin, National Gallery of Ireland                                       | |
|            | Getsemane | 1558–1562                                      | olieverf op doek                         | 176 × 136           | Madrid, Museo Nacional del Prado                                          | |
|            | Getsemane | ca. 1561                                       | olieverf op doek                         | 117 × 146           | El Escorial                                                               | |
|            | De graflegging | 1559                                           | olieverf op doek                         | 137 × 175           | Madrid, Museo Nacional del Prado                                          | |
|            | Titiaan en atelier: De graflegging                                                                                            | ca. 1562–1572                                  | olieverf op doek                         | 130 × 168           | Madrid, Museo Nacional del Prado                                          | Gesigneerd: TITIANUS F. |
|            | De annunciatie | ca. 1559–1564                                  | olieverf op doek                         | 403 × 235           | Venetië, San Salvador                                                     | |
|            | Allegorie op de Wijsheid of Goddelijke Wijsheid                                                                               | ca. 1560                                       | olieverf op doek                         | 177 × 177           | Venetië, Libreria Marciana                                                | |
|            | Maria met Kind | ca. 1560–1565                                  | olieverf op doek                         | 124 × 96            | Venetië, Gallerie dell'Accademia                                          | |
|            | Franciscus van Assisi ontvangt de stigmata                                                                                    | ca. 1561                                       | olieverf op doek                         | 281× 195            | Trapani, Museo regionale Agostino Pepoli                                  | |
|            | De boetvaardige Maria Magdalena                                                                                               | ca. 1560–1565                                  | olieverf op doek                         | 128 × 103           | Napels, Museo di Capodimonte                                              | |
|            | De boetvaardige Maria Magdalena                                                                                               | ca. 1560–1565                                  | olieverf op doek                         | 118 × 97            | Sint-Petersburg, Hermitage                                                | |
|            | Zelfportret | ca. 1562                                       | olieverf op doek                         | 86 × 69             | Madrid, Museo Nacional del Prado                                          | |
|            | Het martelaarschap van de heilige Laurentius                                                                                  | ca. 1564–1567                                  | olieverf op doek                         | 415 × 297,5         | El Escorial                                                               | |
|            | Johannes de Doper | ca. 1565–1570                                  | olieverf op doek                         | 185 × 114           | El Escorial                                                               | |
|            | De heilige Margaretha | ca. 1550–1555                                  | olieverf op doek                         | 210 × 170           | El Escorial                                                               | |
|            | De heilige Margaretha | ca. 1565                                       | olieverf op doek                         | 209 × 183           | Madrid, Museo Nacional del Prado                                          | |
|            | De kruisdraging | ca. 1565                                       | olieverf op doek                         | 67 × 77             | Madrid, Museo Nacional del Prado                                          | |
|            | De kruisdraging | ca. 1565–1570                                  | olieverf op doek                         | 67 × 77             | Sint-Petersburg, Hermitage                                                | Gesigneerd: TITANUS AEQ.CAES.F                                                                                             |
|            | De cijnspenning | ca. 1545 (?) en ca. 1560–1568                  | olieverf op doek                         | 112,2 × 103,2       | Londen, National Gallery                                                  | |
|            | Cupido door Venus geblinddoekt                                                                                                | ca. 1565                                       | olieverf op doek                         | 118 × 185           | Rome, Galleria Borghese                                                   | |
|            | Allegorie op de door Prudentia geregeerde Tijd                                                                                | ca. 1565–1570                                  | olieverf op doek                         | 75,6 × 68,6         | Londen, National Gallery                                                  | |
|            | Portret van Jacopo Strada | ca. 1567–1568                                  | olieverf op doek                         | 125 × 95            | Wenen, Kunsthistorisches Museum                                           | |
|            | Portret van een Venetiaanse admiraal, waarschijnlijk Francesco Duodo                                                          | ca. 1571                                       | olieverf op doek                         | 87,2 × 77           | The Phoebus Foundation, langdurig bruikleen aan het Rubenshuis            | |
|            | Madonna met de heiligen Titianus en Andreas                                                                                   | voor 1568                                      | olieverf op doek                         | 102,3 × 137         | Pieve di Cadore, Chiesa Árcidiaconale                                     | |
|            | Jongen met honden in een landschap                                                                                            | ca. 1565–1576                                  | olieverf op doek                         | 99,5 × 117          | Rotterdam, Museum Boijmans Van Beuningen                                  | |
|            | Nimf en herder | ca. 1570–1575                                  | olieverf op doek                         | 149,6 × 187,0       | Wenen, Kunsthistorisches Museum                                           | |
|            | De heilige Sebastiaan | ca. 1570                                       | olieverf op doek                         | 212 × 116           | Sint-Petersburg, Hermitage                                                | |
|            | De doornenkroon | ca. 1570–1576                                  | olieverf op doek                         | 280 × 181           | München, Alte Pinakothek                                                  | Latere versie van het gelijknamige schilderij in het Louvre                                                                |
|            | De heilige Hiëronymus | ca. 1570–1575                                  | olieverf op doek                         | 137,5 × 97          | Madrid, Museo Thyssen-Bornemisza                                          | |
|            | Judith met het hoofd van Holofernes                                                                                           | ca. 1570                                       | olieverf op doek                         | 112,8 × 94,5        | Detroit, Detroit Institute of Arts                                        | Mogelijk heeft het schilderij een lange ontstaansgeschiedenis en was Titiaan er al in de jaren 1550 mee begonnen           |
|            | Tarquinius en Lucretia | 1571                                           | olieverf op doek                         | 188,9 × 145,1       | Cambridge, Fitzwilliam Museum                                             | |
|            | Titiaan (atelier): Tarquinius en Lucretia                                                                                     | ca. 1570–1575                                  | olieverf op doek                         | 193 × 143           | Bordeaux, Musée des Beaux-Arts de Bordeaux                                | |
|            | Tarquinius en Lucretia | ca. 1570–1575                                  | olieverf op doek                         | 114 × 100           | Wenen, Gemäldegalerie der Akademie der bildenden Künste Wien              | |
|            | Filips II presenteert de infante Fernando aan Victoria                                                                        | ca. 1573–1575                                  | olieverf op doek                         | 335 × 274           | Madrid, Museo Nacional del Prado                                          | Het schilderij is in 1625 vergroot door Vicente Carducho                                                                   |
|            | De Religie gered door Spanje                                                                                                  | 1572–1576                                      | olieverf op doek                         | 168,5 × 168,5       | Madrid, Museo Nacional del Prado                                          | |
|            | Titiaan en Marco Vecellio: Doge Antonio Grimani aanbidt het Geloof                                                            | ca. 1575–1576                                  | olieverf op doek                         | 365 × 500           | Venetië, Dogepaleis                                                       | |
|            | Marsyas | ca. 1570–1576                                  | olieverf op doek                         | 212 × 207           | Kroměříž, Aartsbisschoppelijk Paleis van Kroměříž                         | |
|            | Pietà | ca. 1576                                       | olieverf op doek                         | 351 × 389           | Venetië, Gallerie dell'Accademia                                          | |

## Tekeningen
| Afbeelding | Titel                                                             | Datering      | Techniek                                                 | Afmetingen h × b cm | Verblijfplaats                                        | Opmerkingen |
| ---------- | ----------------------------------------------------------------- | ------------- | -------------------------------------------------------- | ------------------- | ----------------------------------------------------- | --- |
|            | De apostel Petrus                                                 | ca. 1516      | zwart en wit krijt op blauw papier                       | 15,7 × 13,4         | Londen, British Museum Inv. nr. 1895-9-15-823         | Enige bewaarde voorstudie voor de Maria-Tenhemelopneming in de Santa Maria Gloriosa dei Frari.                                            |
|            | Zes studies voor de heilige Sebastiaan en een Maria met Kind      | ca. 1520      | pen en bruine inkt                                       | 16,2 × 13,6         | Berlijn, Kupferstichkabinett                          | Voorstudies voor het Averoldi-polyptiek (Sebastiaan) en (mogelijk) het fresco Madonna met twee engelen in het Dogepaleis.                 |
|            | Heilige Sebastiaan (recto) en Studies van hoofd en voeten (verso) | ca. 1520–1522 | pen en bruine inkt                                       |                     | Frankfurt, Städel Museum                              | Voorstudies voor het Averoldi-polyptiek.                                                                                                  |
|            | De heilige Petrus de Martelaar                                    |               |                                                          |                     | Lille, Palais des Beaux-Arts                          | Studies voor het altaarstuk uit 1530 voor de dominicaanse kerk Santi Giovanni e Paolo (Venetië), dat in 1867 bij een brand verloren ging. |
|            | Heilige Bernardinus van Siena (recto) en Plooistudies (verso)     | 1530 of 1531  | houtskool, wit krijt en loodwit op blauw papier          | 38,1 × 26,6         | Florence, Uffizi                                      | Studie voor het altaarstuk met doge Andrea Gritti, dat in 1574 bij de brand in het dogepaleis verloren ging.                              |
|            | Portret van Francesco Maria della Rovere                          | 1536          | pen en donkerbruine inkt op (vergeeld) wit papier        | 23,7 × 14,1         | Florence, Uffizi Inv. nr. 29767 F                     | Voorstudie of presentatietekening voor het portret in olieverf.                                                                           |
|            | De slag om Spoleto                                                |               |                                                          |                     | Parijs, Louvre                                        | Compositieschets voor het schilderij De slag om Spoleto, dat in 1574 bij de brand in het dogepaleis verloren ging.                        |
|            | Ridder met van zijn paard gevallen vijand                         | ca. 1537 (?)  | wit en zwart krijt op blauw papier                       | 35 × 25,1           | München, Staatliche Graphische Sammlung Inv. nr. 2981 | Voorstudie voor De slag om Spoleto. |
|            | Ridder die van zijn paard valt                                    | ca. 1537 (?)  | zwart krijt op blauw papier                              | 27,4 × 26,2         | Oxford, Ashmolean Museum                              | Voorstudie voor De slag om Spoleto. |
|            | Studie van benen                                                  | ca. 1548      | houtskool en wit krijt op blauw papier                   | 40,9 × 25,2         | Florence, Uffizi Inv. nr. 112907 F                    | Studie voor de beul rechts van Martelaarschap van de heilige Laurentius                                                                   |
|            | Helm                                                              | ca. 1550–1560 | houtskool en wit krijt op blauw papier                   | 45,2 × 35,8         | Florence, Uffizi Inv. nr. 566 Orn.                    | Studie voor een onbekend schilderij. |
|            | Landschap met de heilige Theodorus en de draak                    | ca. 1556–1559 | pen en bruine inkt over resten van zwart krijt op papier | 19,8 × 29,6         | New York, The Morgan Library and Museum               | Toegeschreven aan Titiaan |